# 디트마어 로렌츠
디트마어 로렌츠(독일어: Dietmar Lorenz, 1950년 9월 23일~2021년 9월 8일)는 동독의 유도 선수, 독일의 유도 지도자였다. 현역 시절 동독 국가대표로 활약하여 1980년 하계 올림픽 무제한급에서 금메달을 획득하였다.

## 생애
로렌츠는 동독에서 1952년의 지방 정부 조직을 통하여 새롭게 창립된 튀링겐주 슐라이츠 구역으로 합병된 작센주 랑겐부흐에서 태어났다.  집에서 시작한 후, 그는 SV 디나모 슐라이츠를 통하여 1969년 인민경찰의 스포츠 클럽 SC 디나모 호페가르텐으로 왔다.  그는 주요 국제 대회에서 메달들을 획득하여 유럽 선수권 대회와 세계 선수권 대회를 우승하였다.  그는 올림픽과 도쿄 그랜드슬램 유도대회에서 독일인 처음으로 우승하였다.  동독 올림픽 팀의 일원으로서 그는 모스크바에서 열린 1980년 하계 올림픽에 참가하였다.  이 경기는 야마시타 야스히로와 엔도 스미오가 군림하는 각각 세계 헤비급과 무제한급 챔피언들이었던 일본을 포함한 어떤 국가들에 의하여 보이콧 되었다.
그는 시작에 "무제한급"에서 아웃사이더로서 갔다.  전체의 유도 전문가들을 놀라게 하는 데 그는 우승 후보 상대들을 꺾고, 또한 자신보다 12kg 더 무거웠던 프랑스의 앙젤로 파리지을 상대로 결승전을 우승하였다.
그는 이후에 어린이들을 위하여 SC 베를린에서 코치를 맡았다.  그는 단급의 구성 요소인 7단 흑띄 나나단을 입었다.
2021년 9월 8일 자신의 71세 생일을 15일 앞둔체 사망하였다.